# Leo Klier
Leo Anthony Klier (Washington, 21 maggio 1923 – Naperville, 4 giugno 2005) è stato un cestista e allenatore di pallacanestro statunitense, professionista nella NBL, nella BAA, nella NBA e nella NPBL.